# جئو کورپوریشن
ابرشرکت جئو، (انگلیسی: Geo Corporation) ابرشرکت فناوری اطلاعات ژاپنی است، که در سال ۱۹۸۹ تأسیس شد.